# Thrawn-trilogin
Thrawn-trilogin är en serie på tre böcker skrivna av Timothy Zahn. Handlingen i böckerna utspelar sig i det expanderade universumet i Star Wars ungefär fem år efter händelserna i filmen Star Wars Episode VI: Return of the Jedi.
Serien introducerade flera karaktärer som Mara Jade, Talon Karrde och Grand Admiral Thrawn. Det var också i dessa böcker som Coruscant första gången namngavs.
Alla tre böcker gjordes senare om av Dark Horse Comics till tecknade serier.

## Böcker i serien
1. Heir to the Empire, 1991 (ISBN 0-553-40471-7)
2. Dark Force Rising, 1992 (ISBN 0-553-08574-3)
3. The Last Command, 1993 (ISBN 0-553-56492-7)